# Rakereds kyrka
Rakereds kyrka var en kyrka i Rakereds församling, Linköpings stift.

## Historik
Kyrkan var 61 fot lång och 18 fot bredd. 5 augusti 1744 invigdes en ny predikstol som var byggd av bildhuggaren Niclas Österbom, Norrköping. Predikstolen kostade 200 daler kopparmynt. 1751 uppfördes en tornbyggnad där klockorna fick hänga.
Utanför kyrkan fanns en klockstapel med en klocka. 1729 byggde organisten Anders Vestergren, Östra Skrukeby trappor till stapeln.

## Inventarier
- I kyrkan stod en altartavla från påvetiden. Den framställde Arons och apostlarnas bilder.
- En primklocka.
- Två kistor med lås i sakristian.
- Ett timglas, skänkt av P. G. Kling
- En nummertavla med siffror.
- En kalk med patén. De gjordes om 1760.
- En oblatask i mässing. Skänktes av Måns Eriksson, Nybble.
- En oblatask i trä.
- En brudkrona.
- Klocka (större) var ganska gammal och hade orden Help Maria ingraverade på sig.
- Klocka (mindre) var skänkt 1688 från Stockholm av Johan Hadorph.

### Ljusredskap
- En ljuskrona med 12 stakar.
- Två stora ljusstakar i mässing. De stod på altaret och skänktes 25 december 1685 av Nils Ulfschiöld, Åslunda.
- Två små ljusstakar i tenn.
- En stor ljusstake i tenn. Den stod på predikstolen.
- En ljusarm med tre stakar. Den satt på muren vid predikstolen. Skänktes julen 1733 av Måns Eriksson, Nybble.